# Ми-4
Ми-4 (по классификации НАТО: Hound — «Гончая») — советский многоцелевой вертолёт, разработанный в ОКБ Миля в начале 1950-х годов; был первым военно-транспортным вертолётом Вооружённых сил СССР. Имел такую же компоновку, как у американского Sikorsky S-55, но превосходил его по сухой массе более чем в два раза и по грузоподъёмности чуть менее чем в два раза. Просторная грузовая кабина вмещала 1600 кг груза или 12 полностью экипированных десантников. Ми-4 стал первым советским вертолётом, оснащённым грузовым люком в задней части с откидными створками и опускающимся трапом.
В 1950-1970 гг. являлся основным транспортно-десантным вертолётом стран Организации Варшавского договора.
Выпускалась китайская лицензионная копия Ми-4 — Harbin Z-5.

## История
Разработка вертолёта среднего класса Ми-4 началась в сентябре 1951 года. Разрабатывая Ми-4, в ОКБ Миля преследовали цель ликвидировать отставание в разработке вертолётов среднего класса: известно, что в США активно использовали вертолёты, в частности, «Чикасо», в ходе войны в Корее. Несмотря на сходную компоновку с Н-19 (S-55), новый советский вертолёт существенно отличался от американского, в первую очередь намного большими размерами и массой.
Разработка была выполнена в очень короткий срок: уже в апреле 1952 года начались первые испытания вертолёта на привязи. Первый полёт на Ми-4 выполнил лётчик-испытатель В. В. Винницкий 3 июня 1952 года. В декабре того же года начался серийный выпуск вертолёта на Саратовском авиационном заводе. С 1953 года вертолёт Ми-4 также выпускался на Казанском вертолётном заводе, который являлся головным в этой области вплоть до снятия вертолёта с производства в 1968 году.
Ми-4 стал первым серийным вертолётом, оснащённым встроенным вооружением. В подфюзеляжной гондоле была установлена подвижная стрелковая установка НУВ-1 с крупнокалиберным пулемётом ТКБ-481М.
Вертолёты Ми-4 первых серий эксплуатировались в ВВС с 1953 года.
Примерно в то же время началась эксплуатация вертолётов в гражданской авиации СССР, где Ми-4 вскоре стал самым распространённым типом вертолёта наряду с Ми-1.
Широко использовался для гражданских перевозок, в народном хозяйстве и Вооружённых силах вплоть до массового появления Ми-8 в 1960-х годах. Применялся в качестве пассажирского, транспортного, санитарного вертолёта, для тушения лесных пожаров, для работы в Арктике и Антарктике, на БАМе.
Ми-4 был первым вертолётом в СССР, использованным для краново-монтажных работ.
В 1957 году на серийные Ми-4 впервые в СССР начали устанавливать вертолётный автопилот.
В 1955 году на двух Ми-4 был совершён перелёт протяжённости более 5000 км из Москвы до полярной станции «Северный полюс-5».
В 1956-1965 годах на Ми-4 было установлено 8 международных рекордов, в том числе подъём груза массой 2000 кг на высоту 6017 м и массой 1000 кг на высоту 7575 м
Вертолёт поставлялся на экспорт в 30 стран мира. По лицензии было произведено более 500 штук в Китае под индексом Z-5 («Чжи-5»).
Отдельные экземпляры Ми-4 эксплуатировались до конца 1980-х годов. Решение о списании всех находившихся в эксплуатации вертолётов Ми-4 в СССР было принято по результатам расследования катастрофы Ми-4А, произошедшей 2 февраля 1988 года в Читинской области.

## Модификации
СССР
| Название модели | Краткие характеристики, отличия, вооружение пулемёт Афанасьева А-12,7 в гондоле. |
| --------------- | --- |
| Ми-4            | Базовая модификация |
| Ми-4A           | Основной транспортно-десантный вертолёт стран Варшавского договора в 1950-1970 гг. |
| Ми-4АВ          | |
| Ми-4ГР          | |
| Ми-4ГФ          | |
| Ми-4КК          | |
| Ми-4КУ          | |
| Ми-4Л           | Шестиместная транспортная модификация |
| Ми-4М           | Противолодочный вариант вертолёта Ми-4, поступил на вооружение в 1956 году. Впоследствии выпускались его модификации с учётом изменения в конструкции и некоторым усовершенствованием противолодочного оборудования: Ми-4АМ, Ми-4ВМ |
| Ми-4МК          | |
| Ми-4МТ          | |
| Ми-4МЭ          | |
| Ми-4Н           | |
| Ми-4П           | Противолодочный на балоннетах |
| Ми-4ПГ          | |
| Ми-4ПС          | |
| Ми-4С           | Сельскохозяйственный вариант, использовался и для тушения пожаров |
| Ми-4СВ          | |
| Ми-4СП          | |
| Ми-4ТАРК        | |
| Ми-4У           | |
| Ми-4УМ          | |
| Ми-4ФВ          | |
| Ми-4Щ           | |

 Китай
| Название модели | Краткие характеристики, отличия.   |
| --------------- | ---------------------------------- |
| Harbin Z-5      | Китайская базовая модификация      |
| Сюаньфэн        | Китайская транспортная модификация |

## Лётно-технические характеристики

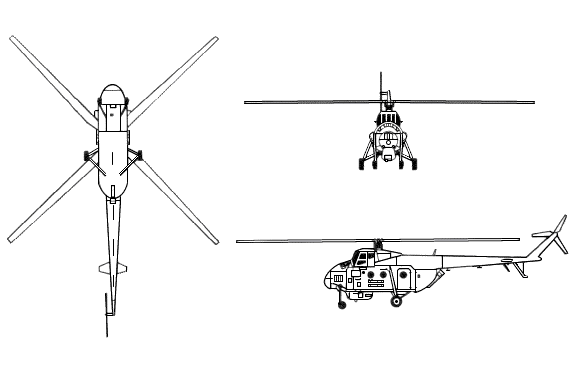
Ми-4

Приведённые ниже характеристики соответствуют модификации Ми-4А
- экипаж: 3 чел.;
- пассажиры: 16 чел.;
- диаметр несущего винта: 21 м;
- диаметр рулевого винта: 3,6 м;
- длина фюзеляжа: 16,8 м;
- высота: 4,4 м;
- масса пустого вертолёта: 4900 кг;
- нормальная взлётная: 6950 кг;
- максимальная взлётная: 7600 кг;
- максимальная грузоподъёмность: 1600 кг;
- внутренний запас топлива: 1000+500 кг;
- силовая установка:
  - количество, тип, марка: 1 х АШ-82В;
  - мощность: 1 х 1700 л. с.;
- крейсерская скорость: 140 км/ч;
- максимальная скорость: 226 км/ч;
- дальность полёта практическая: 465 км;
- статический потолок: 1200 м;
- динамический потолок: 5500 м.

## Эксплуатанты
По состоянию на 2023 год КНДР — единственная страна, имевшая Ми-4 на вооружении.
- КНДР — 48 Ми-4 по состоянию на 2023 год.[5]

### Военные

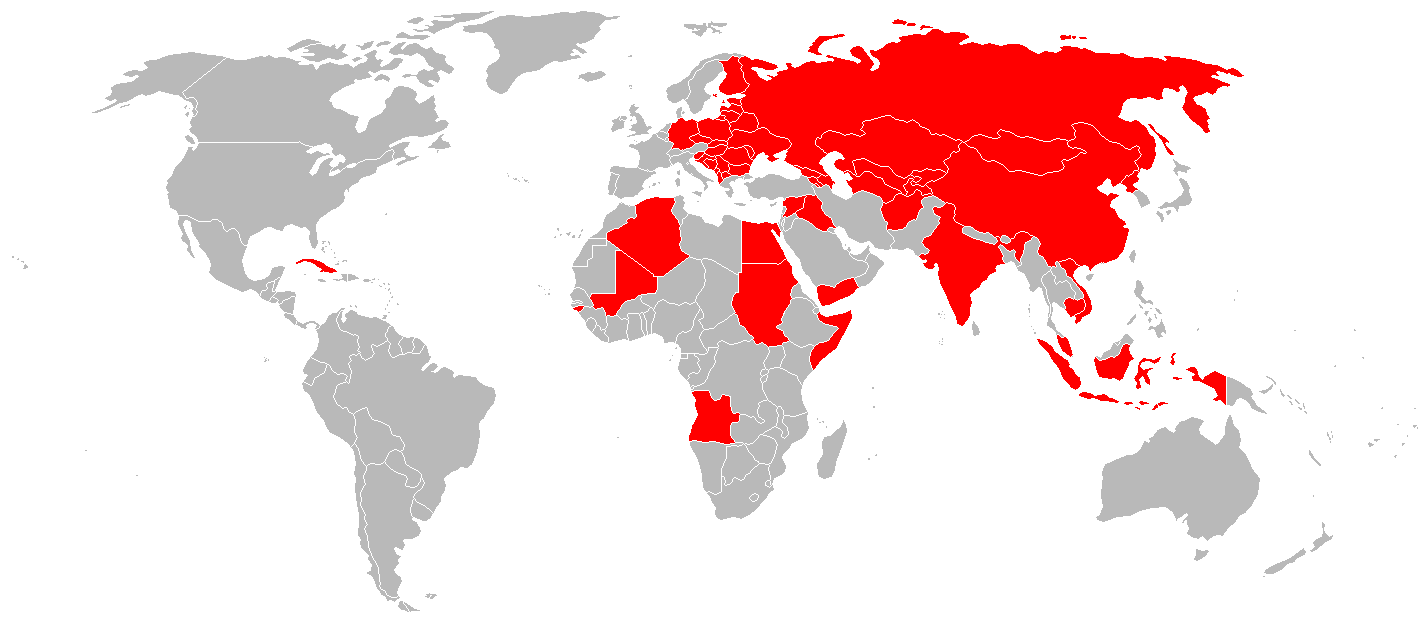
Страны, в которых Ми-4 состоял на вооружении

- СССР — широко использовались в вооружённых силах СССР, где в ВВС были сформированы вертолётные полки, в каждом из которых имелось 60 Ми-4.[2]
- Афганистан — 18 Ми-4 состояли на вооружении с 1963 по 1997 годы[6].
- Албания — 22 Ми-4 (с 1957 года) и 37 Z-5 (с 1967 года); сняты с вооружения в 2005 году[6].
- Алжир
- Ангола
- Бангладеш — Ми-4 сыграли важную роль в войне за независимость Бангладеш.
- Болгария
- Буркина-Фасо — 4 Ми-4 состояли на вооружении с 1985 по 1989 годы.
- Камбоджа
- Камерун — 1 Ми-4.
- Китай — было выпущено 545 Harbin Z-5 (лицензионная копия Ми-4); использовались в сухопутной армии, военно-воздушных силах и морской авиации.
- Куба
- Чехословакия
- ГДР
- Египет
- Финляндия — 3 Ми-4 состояли на вооружении с 1962 по 1979 годы.
- Гвинея-Бисау
- Гана — 1 Ми-4.
- Венгрия
- Индия
- Индонезия
- Ирак
- Лаос
- Мали — 4 Ми-4.
- Монголия
- КНДР
- Польша
- Румыния
- Сьерра-Леоне
- Сомали
- Южный Йемен
- Сирия
- Судан
- Вьетнам
- Йемен
- Югославия — 25 Ми-4; сняты с вооружения в конце 1970-х гг.

### Гражданские
- СССР
- Китай
- Чехословакия
- Румыния
- Монголия

## Катастрофы и аварии
| Дата       | Бортовой номер | Место катастрофы                                                                                             | Жертвы | Краткое описание |
| ---------- | -------------- | --- | ------ | --- |
| 30.07.1955 | б/н            | Архангельская область, арх. Земля Франца-Иосифа,, купол Брусилова, о. Земля Георга                           | 2/10   | Попал в туман, подвергся оледенению, потерял 100 метров высоты. Командир вертолёта решил развернуться на обратный курс и выйти из тумана для продолжения визуального полёта. В 15:00 мск при развороте вертолёт задел передним колёсом за склон ледника, отскочил и снова ударился основными колёсами, снёс их и упал на лёд на левый борт, частично разрушившись. |
| 22.09.1956 | Н42            | Арзамасская область, Курмышский район, близ дер. Плетниха                                                    | 4/4    | Вертолёт в полёте начал рассыпаться и потерпел катастрофу. Причина — конструктивно-производственные недостатки. Возникшие в полёте колебания лопастей несущего винта, приведшие к повреждению и разрушению хвостовой балки вертолёта. |
| 11.06.1957 | Л0514          | Магаданская область, Чукотский АО, 10 км от устья реки Кремянка                                              | 0/11   | отказ техники, недостатки в конструкции |
| 13.07.1957 | Н67            | Чукотский АО, Островной                                                                                      | 0/?    | Пилот, не получив достаточной лётной практики в самостоятельных полётах, был допущен к производственным полётам с оценкой «отлично». При втором самостоятельном производственном полёте в хороших метеоусловиях Гуров допустил ошибку в технике пилотирования при заходе на посадку, задев хвостовым винтом за кустарник. Вертолёт в результате потерпел аварию и восстановлению не подлежит. |
| 17.05.1960 | 04311          | Мурманская область, близ Мурманска                                                                           | 2/3    | Упал в воду и затонул при посадке на ледокол «Ленин». |
| 03.08.1961 | 31543          | Магаданская область, Чукотский АО, пос. Беринговский                                                         | 0/?    | Небрежная посадка вертолёта. Затем он произвёл вылет на неисправной матчасти с повреждённой хвостовой балкой и задней частью фюзеляжа, что могло привести к ещё более тяжёлому лётному происшествию. При осмотре вертолёта по прибытии его в Анадырь инженером АО была обнаружена деформация задней части фюзеляжа и хвостовой балки. Вертолёт подлежит списанию. |
| 09.08.1962 | 31406          | Магаданская область, Чукотский АО, совхоз Канчаланский                                                       | 0/14   | Коснувшись земли, вертолёт несколько раз бросило вправо-влево, затем развернуло на 360° вправо, после чего он упал на правый бок, потерпев аварию. При расследовании установлено, что причиной аварии является разрушение лопастей хвостового винта при посадке. Попадание в хвостовой винт постороннего предмета, что привело к повреждению лопастей и нарушило их прочность. |
| 21.05.1962 | 28986          | Магаданская область, Чукотский АО, 54 км от а/п Залив Лаврентия                                              | 0/?    | Плохая видимость. В результате общего повышения рельефа местности истинная высота полёта уменьшалась и вертолёт неожиданно для экипажа на высоте 320 м коснулся снежной поверхности вначале передними, а затем основными колёсами, пробежал 12 м и подломил передние опоры шасси. Продолжая движение, вертолёт зацепился несущим винтом за снег, упал на левый борт в 90 м от места первоначального касания и потерпел аварию. |
| 11.09.1963 | 31399          | Магаданская область, Чукотский АО, 80 км от а/п Анадырь с азимутом 195 гр                                    | 0/4    | Внезапный отказ двигателя в полёте. Экипаж перевёл вертолёт в режим авторотации, перед приземлением выключил зажигание и перекрыл пожарный кран. При посадке на заболоченную поверхность тундры вертолёт упал на левый борт и потерпел аварию. |
| 19.09.1964 | 19162          | Якутская АССР, в районе Учура                                                                                | 2/2    | Причины неизвестны. По заключению комиссии, есть основания предполагать, что в силу быстро создавшейся аварийной ситуации в полёте экипаж потерпел катастрофу, истинную причину которой определить не представляется возможным. Обломки вертолёта и останки экипажа случайно найдены в тайге 3 октября 1974 года. |
| 27.04.1965 | МОНГОЛ-799     | Бурятская АССР, Кабанский район, 6 км юго-западнее ст. Танхой                                                | 4/4    | Вертолёт принадлежавший монгольской авиакомпании перегонялся в СССР для ремонта. Катастрофа произошла по причине отрыва лопасти № 2 по цапфе осевого шарнира втулки хвостового винта. В результате возникновения неуравновешенных сил на хвостовом винте произошло частичное разрушение остальных двух лопастей винта, а также средней части концевой балки с последующим отрывом хвостового редуктора с верхней частью концевой балки. После отрыва хвостового винта вертолёт потерял управляемость, перешёл в отвесное падение и с правым креном ударился о землю. |
| 09.09.1965 | 31394          | Читинская область, Каларский район, 77 км северо-восточнее а/п Калакан                                       | 7/7    | Причиной катастрофы явилось разрушение вертолёта в воздухе из-за обрыва цапфы осевого шарнира 4-го рукава втулки несущего винта. |
| 17.09.1965 | 19155          | Чукотский АО, в районе реки Кувет                                                                            | 0/4    | заход на посадку, ошибка экипажа |
| 14.12.1966 | 35265          | Узбекская ССР, Бухарская область, Ромитанский р-н, 30 км юго-восточнее Кызылравата                           | 5/7    | Пожар в грузовой кабине вертолёта в воздухе. Точную причину возникновения пожара установить не удалось. Возможно воспламенение паров ацетилена и бензина. |
| 06.01.1967 | 38280          | Магаданская область, Чукотский АО, Чукотский р-н, 23 км северо-западнее аэропорта Лаврентия                  | 3/16   | Неправильное решение командира вертолёта обойти район с плохой видимостью из-за ухудшающихся метеоусловий. Внезапная потеря видимости на высоте ниже безопасной и столкновению вертолёта со склоном горы. |
| 19.05.1967 | 02316          | Магаданская область, Чукотский АО, Иультинский р-н, р-н г. Черная, 65 км юго-западнее аэропорта Залив Креста | 4/4    | На 32-й минуте произошёл обрыв лопасти несущего винта. |
| 30.11.1967 | 35291          | Бурятская АССР, Баргузинский район, село Катунь                                                              | 3/9    | Вертолёт попал в снежный вихрь от свежевыпавшего снега. Неправильно принятое решение командиром вертолёта производить взлёт с постепенным набором высоты, разгоном скорости и отворотом влево вне видимости земных ориентиров. |
| 08.02.1968 | 35248          | Куйбышевская область, Сергиевский район, 26 км юго-западнее Серноводска                                      | 7/15   | Грубейшее нарушение метеорологического минимума, в результате чего, выполняя полёт в непосильной для себя обстановке, экипаж с пилотированием вертолёта не справился и, потеряв пространственную ориентировку, столкнулся с землёй. |
| 09.02.1968 | 19142          | Краснодарский край, Кавказский район, близ ст. Мирская                                                       | 9/9    | Грубое нарушение установленного минимума погоды. Вместо принятия разумного решения выйти в район хорошей погоды или уйти на запасной аэродром Армавир, где фактическая погода соответствовала минимуму, КВС принял безрассудное решение на заход на посадку в условиях ограниченной видимости. |
| 27.04.1968 | 66824          | Мурманская область, Кольский район, 4 км от н.п. Чан-Ручей                                                   | 1/3    | Главной причиной катастрофы явился зацеп грузовым тросом внешней подвески за левую полуось основного шасси. Центровка сместилась влево и вышла за допустимые пределы. Для парирования создавшегося левого крена и разворота запаса отклонения рулей не хватило. |
| 10.05.1968 | 66905          | Приморский край, 6 км севернее села Васильевка                                                               | 11/11  | Вертолёт был замечен в воздухе горящим, очаг пламени находился впереди по левому борту. Двигатель работал с перебоями. На высоте 50-100 метров двигатель прекратил работу. Вертолёт, объятый пламенем, резко перешёл в левый крен с разворотом, ударился о землю и взорвался. Причина пожара не установлена. |
| 06.06.1968 | 66845          | Томская область, Александровский район, близ Стрежевого                                                      | 1/3    | Главной причиной катастрофы явилась потеря управляемости вертолётом в горизонтальном полёте в продольной оси. |
| 06.08.1968 | 38275          | Тюменская область, Сургутский район, 15 км юго-юго-западнее н.п. Угут                                        | 3/3    | Причиной катастрофы явился пожар в грузовой кабине вертолёта. В связи с полным разрушением вертолёта и гибелью всего экипажа, точную причину пожара установить не удалось. Вероятной причиной пожара в воздухе могло явиться воспламенение паров бензина от искрообразования в электросети. |
| 24.10.1968 | 38315          | Якутская АССР, 48 км от Якутска                                                                              | 3/3    | ошибка экипажа, погодные условия |
| 25.06.1969 | 36520          | Коми АССР, Печорский район, близ Усть-Усы                                                                    | 2/3    | Вертолёт зацепил лопастями стальной трос, намотал трос на лопасти, которые отклонились вниз и ударили по хвостовой балке. Хвостовая балка разрушилась, при этом был повреждён хвостовой винт. Вертолёт свалился на правый борт и затонул в реке Колва. |
| 27.07.1969 | 35227          | Узбекская ССР, Ташкентская область, 7 км юго-западнее Алмалыка                                               | 1/6    | Вертолёт попал в нисходящий поток воздуха, потерял высоту, задел несущим винтом за вышку и потерпел катастрофу. |
| 13.11.1969 | 19215          | Белорусская ССР, Витебская область, Витебский р-н, близ с. Хотоля                                            | 4/4    | Катастрофа произошла из-за обрыва лопасти несущего винта в воздухе на высоте 200 м с последующим обрывом концевой балки с хвостовым винтом и полной потерей управляемости в полёте. |
| 03.05.1970 | 31395          | Тюменская область, ЯНАО, Ямальский р-н, 10 км юго-западнее Яр-Сале                                           | 5/5    | Недисциплинированность экипажа, нарушение предполётного отдыха, нарушение безопасной высоты полёта в условиях тундры. |
| 04.06.1970 | 66926          | Красноярский край, Таймырский АО, 9 км севернее а/п Норильск (Алыкель)                                       | 1/8    | Техническая неисправность возникшая в полёте. Вынужденная посадка. По выводам комиссии неисправность, (потеря продольной управляемости вертолётом), возникла из-за некачественного ремонта на авиаремонтном заводе № 403. |
| 27.07.1970 | 66863          | Якутская АССР, 22 км от Себян-Кюэля                                                                          | 3/6    | ошибка экипажа |
| 29.08.1970 | 31426          | Грузинская ССР, Ахметский район, г. Бол. Барбало, р-н пер. Алазнистави                                       | 6/6    | Попал в плохие метеоусловия/ перешёл на высоту ниже безопасной пытался пройти по ущелью и столкнулся со склоном горы. |
| 07.12.1971 | 01837          | Тюменская область, ЯНАО, близ а/п Салехард                                                                   | 4/4    | Из-за полного разрушения вертолёта и последующего пожара, а также в связи с гибелью экипажа истинную причину катастрофы установить не удалось. Возможны потеря пространственного положения экипажем или отказ в системе управления вертолётом. |
| 19.07.1972 | 66894          | Красноярский край, Балахтинский район, 66 км юго-западнее а/п Красноярск                                     | 4/4    | Наиболее вероятной причиной катастрофы стал отказ муфты свободного хода редуктора Р-5. Вертолёту пришлось сесть на пересечённую залесённую местность исключающую благополучную посадку. |
| 17.08.1972 | 01840          | Камчатская область, 70 км севернее пос. Козыревск                                                            | 1/6.   | заход на посадку, ошибка экипажа |
| 12.03.1973 | 29006          | Архангельская область, НАО, устье реки Нерута, 67 км северо-северо-восточнее Нарьян-Мара                     | 9/9    | отказ техники связанный с разрушением лопасти из-за усталости металла, трещин и коррозии |
| 18.03.1973 | 29089          | Саратовская область, 2 км западнее г. Красноармейск                                                          | 3/3    | столкновение вертолёта с землёй из-за нарушения экипажем безопасной высоты при выполнении полёта в метеоусловиях ниже установленного минимума погоды командира вертолёта. |
| 23.03.1973 | 19122          | Украинская ССР, Полтавская область, близ Глобино                                                             | 1/2    | отказ муфты свободного хода (МСХ) вследствие проскальзывания роликов. Комиссия сделала этот вывод на основании показаний свидетелей происшествия, а также осмотра МСХ, детали которой имеют дефекты и следы повреждений, и осмотра вентилятора двигателя, лопатки которого имеют вытяжку. |
| 20.07.1973 | 36531          | Коми АССР, Печорский район, 28 км юго-восточнее а/п Печора                                                   | 4/4    | Основной причиной катастрофы явился отказ управления вертолётом. Отказ управления вертолётом произошёл из-за усталостного разрушения шарового узла рычага поводка тарелки автомата перекоса. |
| 28.08.1973 | 38254          | Магаданская область, 15 км западнее пос. Дукат                                                               | 5/5    | выполнение авиаработ, погодные условия |
| 06.10.1973 | 35243          | Тюменская область, ЯНАО, Приуральский р-н, отроги Полярного Урала, р-н отметки 622 м                         | 2/3    | Столкновение вертолёта со склоном горы. Неграмотное принятие решения командиром вертолёта на продолжение полёта в сложных метеоусловиях в горной местности. |
| 06.04.1974 | 36513          | Узбекская ССР, Хорезмская область, 11 км юго-восточнее Хивы                                                  | 8/8    | отказ техники |
| 04.02.1975 | 35283          | Тюменская область, ХМАО, озеро Самотлор, Нижневартовский район                                               | 14/14  | ошибки в технике пилотирования в сложных условиях полёта, усугубившиеся возможным частичным отказом одного из гидроусилителей. |
| 21.02.1975 | 38305          | Тюменская область, ХМАО, озеро Самотлор, Нижневартовский район                                               | 5/5    | возникновение аварийной ситуации на борту вертолёта вследствие отказа в работе муфты свободного хода редуктора Р-5. |
| 01.04.1975 | 19159          | Архангельская область, Ненецкий АО, Заполярный р-н, устье реки Песчанка, 63 км севернее Нижней Пеши          | 5/5    | ошибка в технике пилотирования, допущенная по халатности командира вертолёта при заходе на посадку, приведшая к потере пространственного положения. |
| 11.05.1975 | 29059          | Бурятская АССР, Тарбагатайский район, близ села Селенга (Сибирь)                                             | 4/5    | Наиболее вероятной причиной явился кратковременный отказ в работе регулятора смеси РС-24В из-за заедания гильзы золотника в корпусе. Это привело к падению мощности двигателя из-за переобогащения смеси. |
| 14.07.1975 | 35256          | Хабаровский край, Аяно-Майский район, 1,5 км северо-восточнее села Джигда                                    | 1/8    | Непосредственной причиной катастрофы явилось столкновение вертолёта с тросовой проводкой телефонно-телеграфной линии передач, натянутой на высоте 15 м. Основная причина: нарушение экипажем безопасной высоты полёта. Происшествию способствовало отсутствие маркировки линии связи, проходящей через реку Мая. |
| 11.09.1975 | 36574          | Тюменская область, ХМАО, Нижневартовский район, близ дер. Сосновый Бор                                       | 2/8    | Причинами катастрофы являются: неоправдавшийся прогноз погоды по району полётов, неоправдавшийся корректив прогноза погоды и безрассудные действия КВС Ломова В. А. при встрече погоды хуже минимума при малом остатке топлива. КВС производил полёт до полной выработки топлива. |
| 14.02.1976 | 66873          | Туркменская ССР, Чарджоуская область, близ н.п. Келиф                                                        | 3/3    | Попадание вертолёта в зону осадков и столкновение с горным массивом в условиях турбулентности и резкого ухудшения видимости. |
| 18.11.1976 | 02319          | горный район Кемеровская область, Кемеровский район, дер. Солонечная                                         | 4/4    | Потерпел катастрофу. По показаниям очевидцев, перед падением на землю вертолёт совершал беспорядочные эволюции в воздухе, качание с боку на бок, переворачивание вверх колёсами. Выводы: комиссия установила, что в полёте произошёл отказ в системе поперечного управления вертолётом из-за усталостного разрушения кронштейна качалки поперечного управления и двух задних болтов крепления этого кронштейна в полёте. |
| 12.12.1976 | 14161          | горный район Полярного Урала                                                                                 | 4/4    | Наиболее вероятной причиной лётного происшествия могло быть столкновение вертолёта с препятствием в горной местности вследствие спрямления маршрута при ограниченной видимости, либо потеря ориентировки в горной местности или скоротечная аварийная обстановка в полёте. |
| 30.04.1977 | 01821          | Якутская АССР, 135 км севернее н.п. Тенкели                                                                  | 6/6    | ошибка экипажа, нестандартные причины |
| 20.05.1977 | 36578          | Магаданская область, район Магадана                                                                          | 3/3    | Вертолёт найден сгоревшим после самовольного вылета. Причина катастрофы не установлена. |
| 01.07.1977 | 35214          | Якутская АССР, 2,5 км от н.п. Крест-Хальджай                                                                 | 3/3    | Причиной катастрофы явилось усталостное разрушение кронштейна качалки поперечного управления автомата перекоса, приведшее к потере в полёте поперечного управления вертолётом. |
| 15.10.1977 | 19249          | Якутская АССР, район Тикси                                                                                   | 0/3    | Полёт в плохих метеоусловиях. При посадке в условиях ограниченной видимости вертолёт столкнулся с землёй, опрокинулся, разрушился и сгорел. |
| 30.03.1978 | 14150          | Архангельская область, НАО, Заполярный р-н, близ н.п. Тобседа                                                | 2/4    | Экипаж вертолёта в условиях тумана на предельно малой высоте, над совершенно безориентирной местностью, пытался установить визуальный контакт с землёй. В результате столкнулся с землёй в заснеженной тундре. |
| 07.04.1978 | 03551          | Магаданская область, Чукотский АО, Ильутинский р-н, лагуна Иннукай, 11 км западнее Биллингса                 | 4/4    | Причиной катастрофы вертолёта явилось разрушение хвостового винта. Точная причина разрушения винта комиссией не установлена. |
| 19.05.1978 | 35214          | Якутская АССР, Район озера Большое Токо                                                                      | 1/3    | заход на посадку, ошибка экипажа |
| 01.07.1978 | 14304          | Таджикская ССР, Душанбинская область, близ н.п. Гажни                                                        | 2/4    | Причиной катастрофы является падение мощности двигателя в наборе высоты из-за предполагаемого отказа регулятора смеси РС-24В и наличие орографической турбулентности при высокой температуре наружного воздуха, что привело к просадке вертолёта и столкновению с проводами ЛЭП. |
| 18.07.1978 | 03568          | Киргизская ССР, Иссык-Кульская область, н.п. Ананьево, Иссык-Кульский район                                  | 2/4    | причиной катастрофы явилось попадание вертолёта в режим «земного резонанса» с последующей потерей работоспособности членов экипажа из-за полученных травм в процессе резонанса. |
| 04.10.1978 | 36545          | Якутская АССР, близ н.п. Лабуя                                                                               | 7/7    | набор высоты, ошибка экипажа |
| 05.10.1978 | 03598          | Туркменская ССР, Красноводская область, восточное побережье Каспийского моря                                 | 2/3    | Причиной катастрофы явилась недисциплинированность командира экипажа, допустившего самовольное изменение маршрута полёта, снижение ниже безопасной высоты полёта и выполнение на малой высоте недозволенных эволюций. Вертолёт зацепился лопастями несущего винта о воду и затонул. |
| 06.10.1978 | 35293          | Якутская АССР, близ н.п. Казачье                                                                             | 5/7    | ошибка экипажа, погодные условия |
| 30.10.1978 | 38313          | Якутская АССР, близ н.п. Казачье                                                                             | 6/6    | отказ техники |
| 17.01.1979 | 02286          | Куйбышевская область, Кинель-Черкасский район, 6 км от н.п. Кротовка                                         | 0/4    | Вынужденная посадка вследствие технической неисправности выразившейся ослаблении посадки бронзовой втулки в отверстии поршневой головки шатуна № 5, что привело к его разрушению, а в дальнейшем — к разрушению двигателя и возникновению пожара. Вертолёт сгорел после посадки. |
| 26.06.1979 | 02282          | Магаданская область, 73 км от Магадана                                                                       | 0/4    | Вынужденная посадка из-за технической неисправности выразившейся в падении оборотов несущего винта и просадку вертолёта. Уклоняясь от лобового столкновения с деревьями, командир левым разворотом произвёл вынужденную посадку на заросли кустарника и сухой мох. Двигатель был выключен после полного приземления. От выхлопных газов загорелся мох и кустарник. Применением переносного огнетушителя и подручных средств пожар ликвидировать не удалось. Вертолёт полностью сгорел.                                                                               |
| 15.08.1979 | 14259          | Таджикская ССР, Тавиль-Даринский район, 7 км от н.п. Сангвор                                                 | 6/6    | причиной катастрофы является полный отказ двигателя в полёте на малой высоте, в условиях, непригодных для производства вынужденной посадки. |
| 27.08.1980 | 14104          | Якутская АССР, 92 км от а/п Оймякона                                                                         | 2/5    | выполнение авиаработ, ошибка экипажа |
| 22.09.1980 | 28967          | Тюменская область, ХМАО, Березовский район, 15 км юго-восточнее н.п. Неройка                                 | 1/5    | Нарушения экипажем требований выразившихся в отсутствии предполётной подготовки, нарушении минимума погоды и невыдерживании безопасной высоты при полёте в горной местности. |
| 01.03.1981 | 14107          | Казахская ССР, Восточно-Казахстанская область, озеро Зайсан, близ н.п. Аксуат                                | 5/5    | причиной катастрофы вертолёта явилось рассоединение трансмиссии вертолёта из-за проскальзывания механизма свободного хода редуктора Р-5, что привело к невозможности продолжения полёта и вынужденной посадке. |
| 13.02.1982 | 29024          | Казахская ССР, Мангышлакская область, п-в Бузачи, 25 км от пос. Каламкас                                     | 9/9    | непредвиденное попадание вертолёта в полосу тумана в условиях безориентирной заснеженной местности (белизны) и потеря экипажем пространственного положения из-за отвлечения внимания от пилотирования поиском буровой вышки |
| 20.07.1982 | 03589          | Красноярский край, близ Туруханска                                                                           | 9/9    | причиной катастрофы явилось усталостное разрушение тяги забустерной части продольного управления вертолётом РП-5102-10 |
| 03.11.1983 | 38288          | Магаданская область, Чукотский АО, 137 км от аэропорта Анадырь                                               | 5/5    | отказ техники, ошибка при техническом обслуживании |
| 02.02.1988 | 63816          | Читинская область, 53 км восточнее Муи                                                                       | 8/8    | отказ техники, ошибка при техническом обслуживании. После этой катастрофы все оставшиеся вертолёты типа Ми-4 были сняты в СССР с эксплуатации. |

## Боевое применение
- Подавление венгерского восстания в 1956 году[2]
- Война за независимость Бангладеш[2]
- Гражданская война в Эфиопии[2]
- Гражданская война в Северном Йемене (1962-1970 гг.)
- Война судного дня (1973 г.)
- Первая гражданская война в Судане
- Война во Вьетнаме

## Сохранившиеся экземпляры
| Модификация | Бортовой номер | Местонахождение | Изображение |
| ----------- | -------------- | --- | ----------- |
| Ми-4        | CCCP-48983     | Государственный музей авиации (Киев) |             |
| Ми-4        | н/д            | Музейный комплекс УГМК (Свердловская область, г. Верхняя Пышма)                                                                                               |             |
| Ми-4        | CCCP-29027     | Бывший авиаремонтный завод № 21, ныне ЗАО "СПАРК" г. Санкт-Петербург. Полностью укомплектован, по некоторым данным, находится практически в лётном состоянии. |             |
| Ми-4ПС      | CCCP-35277     | Головной отраслевой музей истории гражданской авиации |             |
| Ми-4        | CCCP-68857     | Республика Коми, г. Воркута, Россия, вертолёт-памятник. |             |
| Ми-4Т       | CCCP-14844     | Республика Коми, г. Инта, Россия, вертолёт-памятник. |             |
| Ми-4        | СССР-36519     | Республика Коми, г. Вуктыл, Россия, вертолёт-памятник. |             |
| Ми-4А       | 12013          | Сербия, г. Белград |             |
| Ми-4А       | 314            | Польша, Lubuskie Muzeum Wojskowe |             |
| Ми-4А       | 785            | Германия, Luftfahrzeugen der Nationalen Volksarmee |             |
| Ми-4        | 2139           | Германия, Flugausstellung Hermeskeil |             |
| Ми-4Б       | 0538           | Чехия, Letecké muzeum Kbely |             |
| Ми-4А       | 27             | Венгрия, Museum of Hungarian Aviation |             |
| Ми-4        | СССР-31449     | Латвия, Рижский музей авиации |             |
| Ми-4        | СССР-          | Финляндия, Музей авиации Вантаа |             |

## В культуре

### Почтовые марки

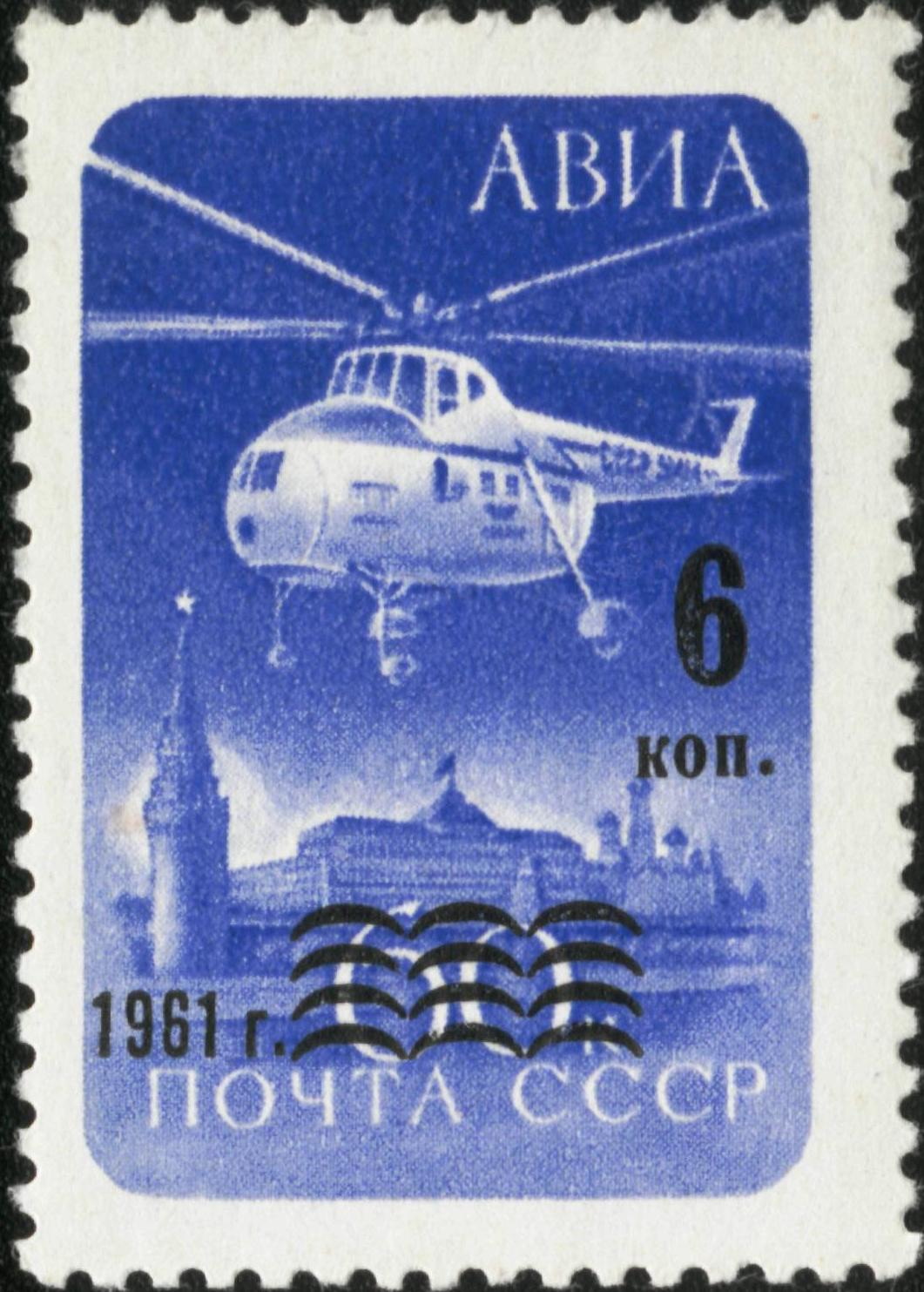
СССР, 1961 год
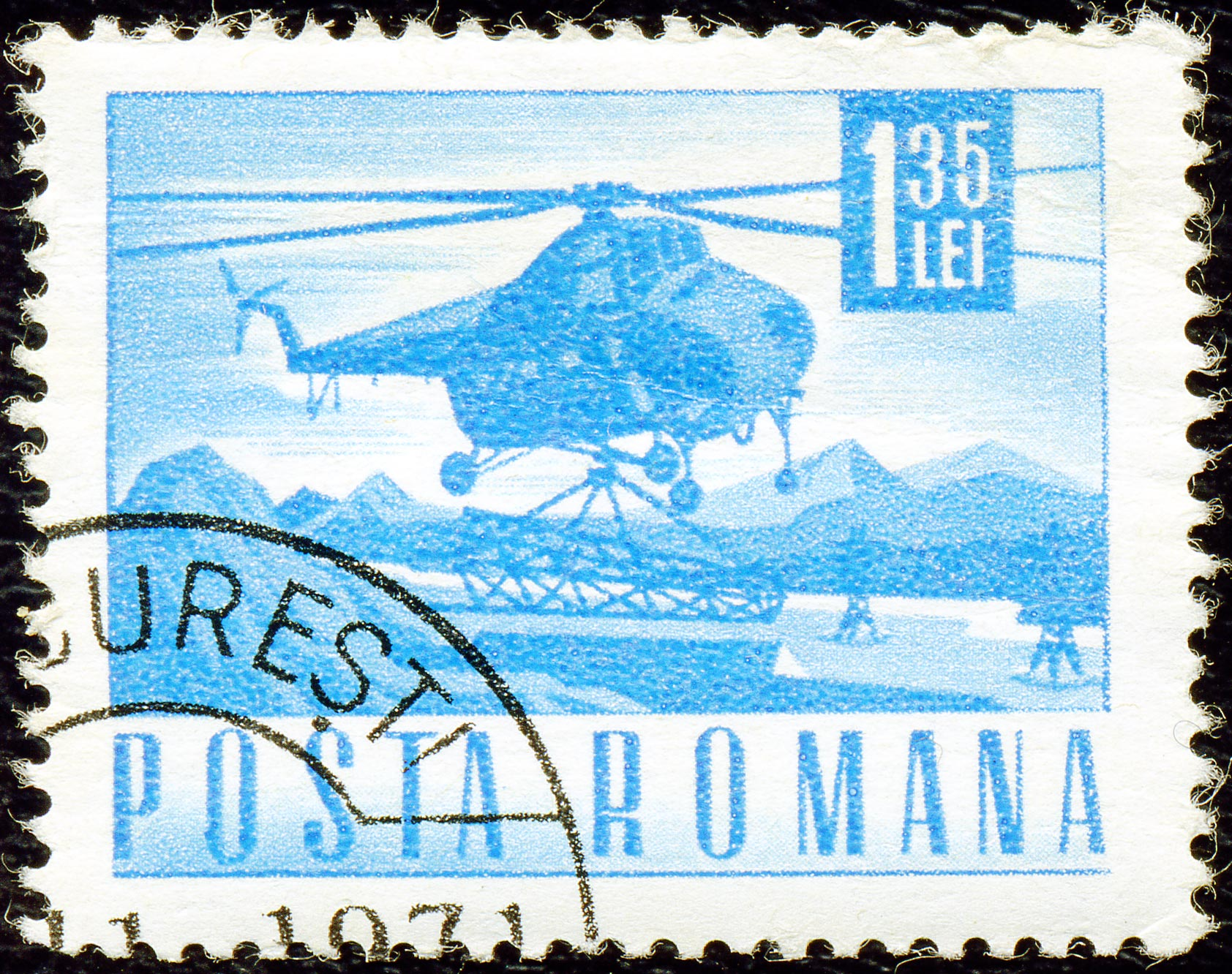
Румыния, 1971 год
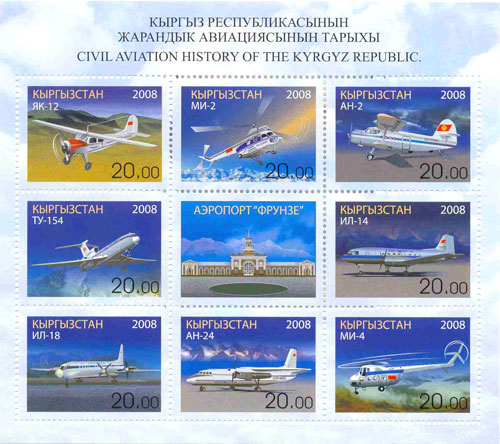
Киргизия, 2008 год
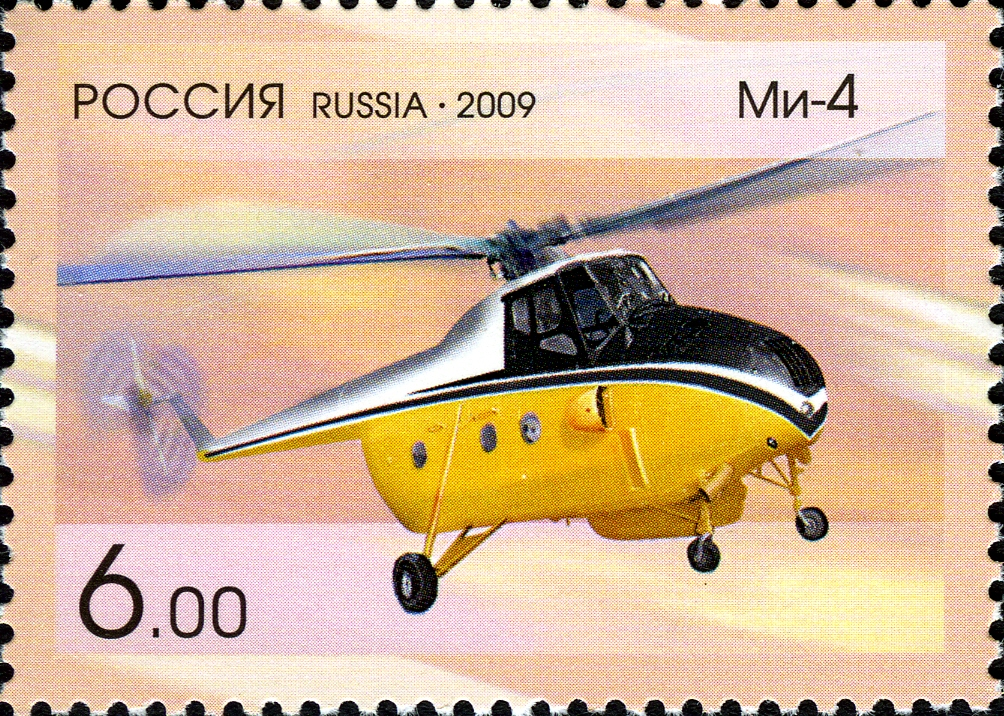
Россия, 2009 год

### Игры
- Wargame: Red Dragon — на стороне ОВД, в разных вариантах КНР, КНДР, СССР, ГДР, Чехословакия, Польша.
- Heliborne — на картах Вьетнама, с разным вооружением и отсеком для десанта.

Men of war: Vietnam — в некоторых миссиях.
- War Thunder — в ветке исследований вертолётов СССР на V ранге.

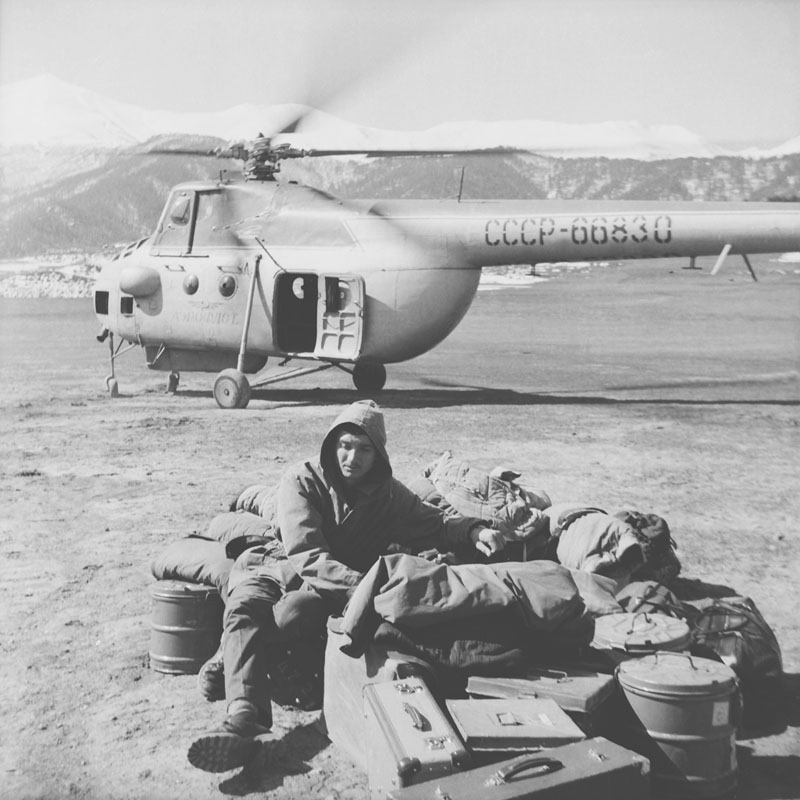
Подготовка к съёмкам фильма «Это мгновение». Тянь-Шань. 1968 год

### Памятник
- В посёлке Эгвекинот вертолёт Ми-4 установлен в качестве памятника у здания аэропорта[59].
- В посёлке Глебычево вертолёт Ми-4 установлен в качестве памятника на въезде в посёлок[60][61].
- В городе Инта (Республика Коми) вертолёт Ми-4 установлен в качестве памятника на въезде в аэропорт.
- В городе Вуктыл (Республика Коми) вертолёт Ми-4 установлен в качестве памятника на въезде в аэропорт.
- В городе Усинск (Республика Коми) вертолёт Ми-4 установлен в качестве памятника на въезде в аэропорт.[62]
- В городе Урай (Ханты-Мансийский автономный округ — Югра) вертолёт Ми-4 установлен в качестве памятника на въезде в аэропорт[63].

В городе Воркуте установлен на площади перед аэровокзалом.